# Vinohrady nad Váhom
Vinohrady nad Váhom es un municipio del distrito de Galanta en la región de Trnava, Eslovaquia, con una población estimada a final del año 2024 de 1678 habitantes.
Se encuentra ubicado en el centro-sur de la región, en la depresión danubiana y cerca del río Váh (cuenca hidrográfica del Danubio) y de la región de Bratislava.

## Demografía
| Año        | 1994 | 2004    | 2014    | 2024    |
| ---------- | ---- | ------- | ------- | ------- |
| Población  | 1445 | 1515    | 1538    | 1678    |
| Diferencia |      | +4,84 % | +1,51 % | +9,10 % |

| Año        | 2023 | 2024    |
| ---------- | ---- | ------- |
| Población  | 1669 | 1678    |
| Diferencia |      | +0,53 % |